# Közönséges particsiga
A közönséges particsiga (Littorina littorea) a Littorina nembe tartozó csigafaj. Háza sötét színű, néha sávozott. Az Északi-Atlanti-óceán partjain él.
A kifejlett példányok háza 10–12 mm-es, de legfeljebb 30 mm. Az Atlanti-óceán északkeleti partvidékein őshonos Észak-Spanyolországtól Skócián és Írországon át Skandináviáig és Oroszországig. Észak-Amerika partvidékeire valószínűleg az 1800-as évek közepén, a ballasztnak használt kövekkel együtt hurcolták be. Ma már az Egyesült Államok nyugati partján is elterjedt, és sokhelyütt kiszorította az őshonos fajokat.
Főként a sziklás tengerpartokat kedveli, de iszapos helyeken, például folyótorkolatokban is megél. Akár 60 m mélységben is előfordulhat.

## Fordítás
- Ez a szócikk részben vagy egészben a Common periwinkle című angol Wikipédia-szócikk ezen változatának fordításán alapul.  Az eredeti cikk szerkesztőit annak laptörténete sorolja fel. Ez a jelzés csupán a megfogalmazás eredetét és a szerzői jogokat jelzi, nem szolgál a cikkben szereplő információk forrásmegjelöléseként.